# Чаща, Эдуард
Эдуард Чаща (1918 — дата смерти неизвестна) — польский житель Барановичей, праведник мира.
Во время Второй мировой войны спас от 60 до 150 (возможно — больше) евреев из гетто в Барановичах.

## Биография
Родился в 1918 году. По национальности — поляк. Перед и во время войны был смотрителем католического кладбища и имел дом. Во время войны спасал евреев из гетто и помогал партизанам (разведка, информация). Дважды был арестован, прошёл пытки и концлагеря. После войны работал шахтёром. Когда именно умер — неизвестно. По другим данным, работал в Барановичах ассенизатором, имел в связи с этим доступ в гетто и погиб в 1942 году в Колдычёвском лагере смерти.

## Спасение евреев
Сначала Чаща скрывал в своем доме 1-2 евреев из числа своих знакомых. Затем во время одной из нацистских акций по уничтожению евреев гетто спас женщину с ребёнком. Позже, в 1942—1943 гг. предоставлял свой дом беглецам из гетто, прятал и кормил их в покойницкой на кладбище, где работал. В качестве проводника вывел в лес к партизанам десятки человек. Сотрудничал с другим праведником мира — немецким гауптфельдфебелем Хуго Арманном.
Почетное звание праведника мира присвоено израильским Институтом Катастрофы и героизма «Яд ва-Шем» в 1964 году, он получил звание за номером 13.